# 季斯梅尼齊亞河
季斯梅尼齊亞河（烏克蘭語：Тисмениця），是烏克蘭的河流，位於該國西部，屬於比斯特里齊亞季斯梅尼齊卡河的左支流，流經利沃夫州，河道全長49公里，流域面積650平方公里。